# نیکلاس موریس بیلی
نیکلاس موریس بیلی (انگلیسی: Nicolas Maurice-Belay؛ زادهٔ ۱۹ آوریل ۱۹۸۵) بازیکن فوتبال اهل فرانسه است.
از باشگاه‌هایی که در آن بازی کرده‌است می‌توان به آ.اس موناکو، باشگاه فوتبال سوشو، باشگاه فوتبال بوردو، و باشگاه فوتبال سدان اشاره کرد.